# Fritz-Wilhelm Krüger

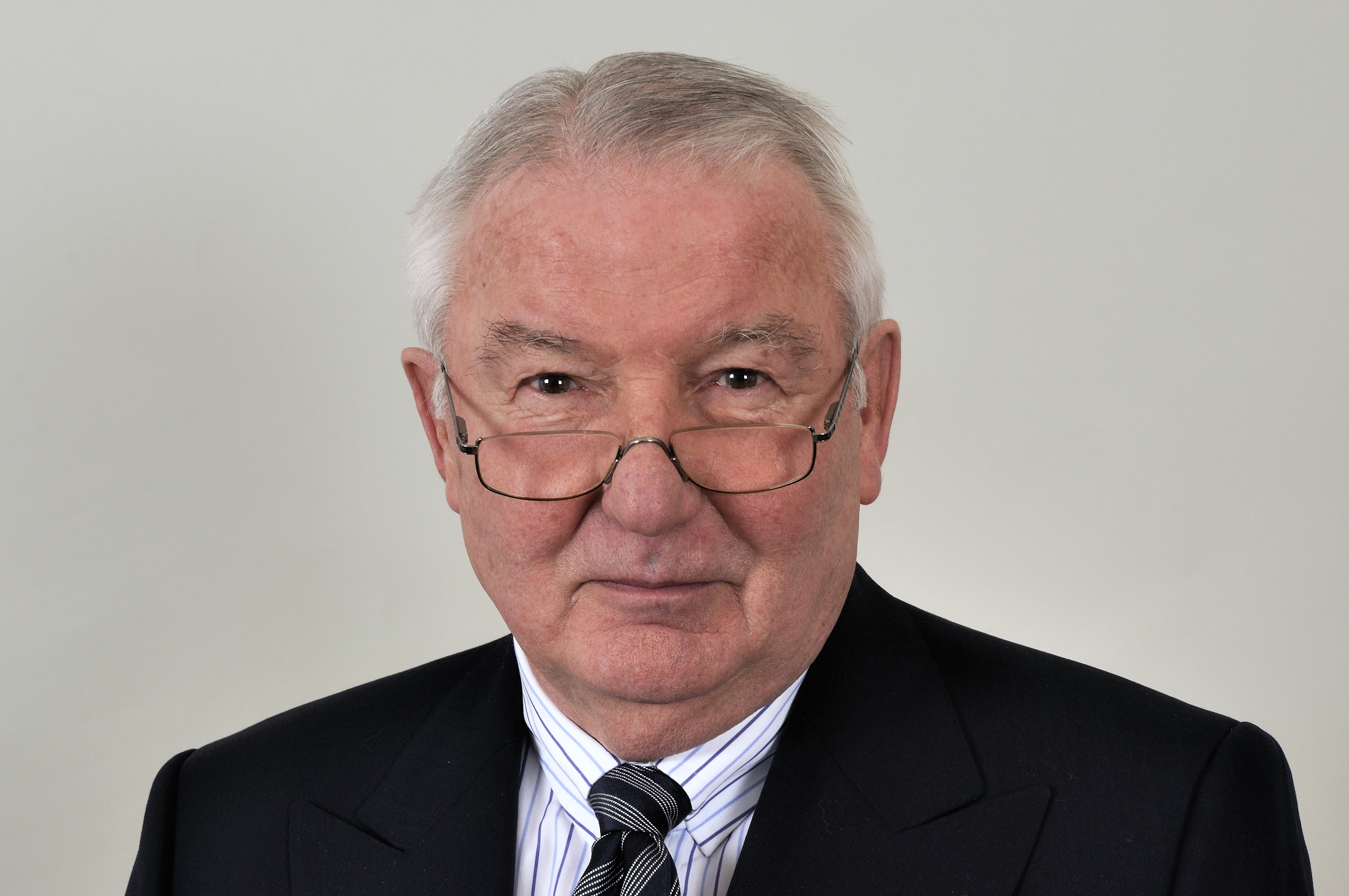
Fritz-Wilhelm Krüger (2013).

Fritz-Wilhelm Krüger (* 20. Dezember 1941 in Sontra) ist ein hessischer Politiker (FDP) und ehemaliger Abgeordneter des Hessischen Landtags.

## Ausbildung und Beruf
Fritz-Wilhelm Krüger studierte Volkswirtschaftslehre und schloss das Studium als Diplom-Volkswirt ab. Er arbeitete als selbständiger Unternehmer und Geschäftsführer in verschiedenen mittelständischen Unternehmen. Derzeit ist er Geschäftsführer der MBB Palfinger GmbH.
Krüger ist verheiratet und hat einen erwachsenen Sohn.

## Politik
Fritz-Wilhelm Krüger ist Mitglied der FDP. Kommunalpolitisch ist Krüger seit 1977 als Fraktionsvorsitzender der FDP in der Eschborner Stadtverordnetenversammlung aktiv. Bis zur Kommunalwahl 2001 war er zudem Mitglied des Kreistags des Main-Taunus-Kreises.
Fritz-Wilhelm Krüger wurde bei der Landtagswahl in Hessen 2008 über die Landesliste in der Hessischen Landtag gewählt. Als Wahlkreiskandidat im Wahlkreis Main-Taunus I erreichte Krüger 8,2 %. Bei der Landtagswahl in Hessen 2009 wurde er erneut über die Landtagsliste gewählt und erreichte als Direktkandidat im Wahlkreis 11,8 %.
Sowohl 1998 als auch 2002 war Krüger Direktkandidat der FDP zu den Bundestagswahlen im Wahlkreis 182 Main-Taunus.